# 约翰·哈姆雷
约翰·哈姆雷（1950年7月3日—）是一位美国政治人物，1997至2000年担任第26任美国国防部副部长，2000年后担任战略与国际研究中心（CSIS）主席和CEO。

## 外部連結
- C-SPAN內的頁面（英文）